# Portland (Naturstein)

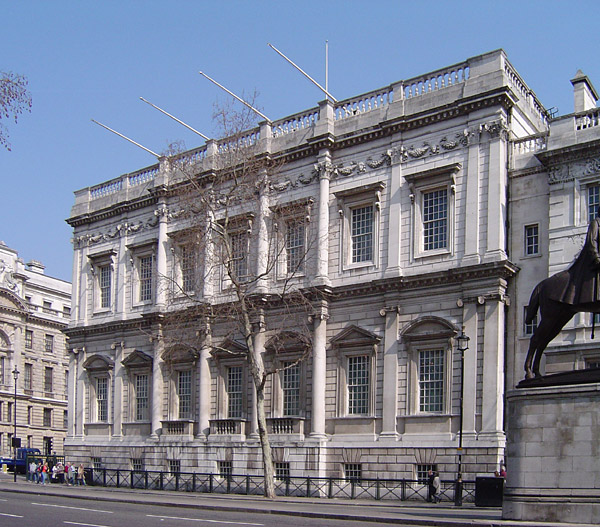
Banqueting House aus Portland-Stein

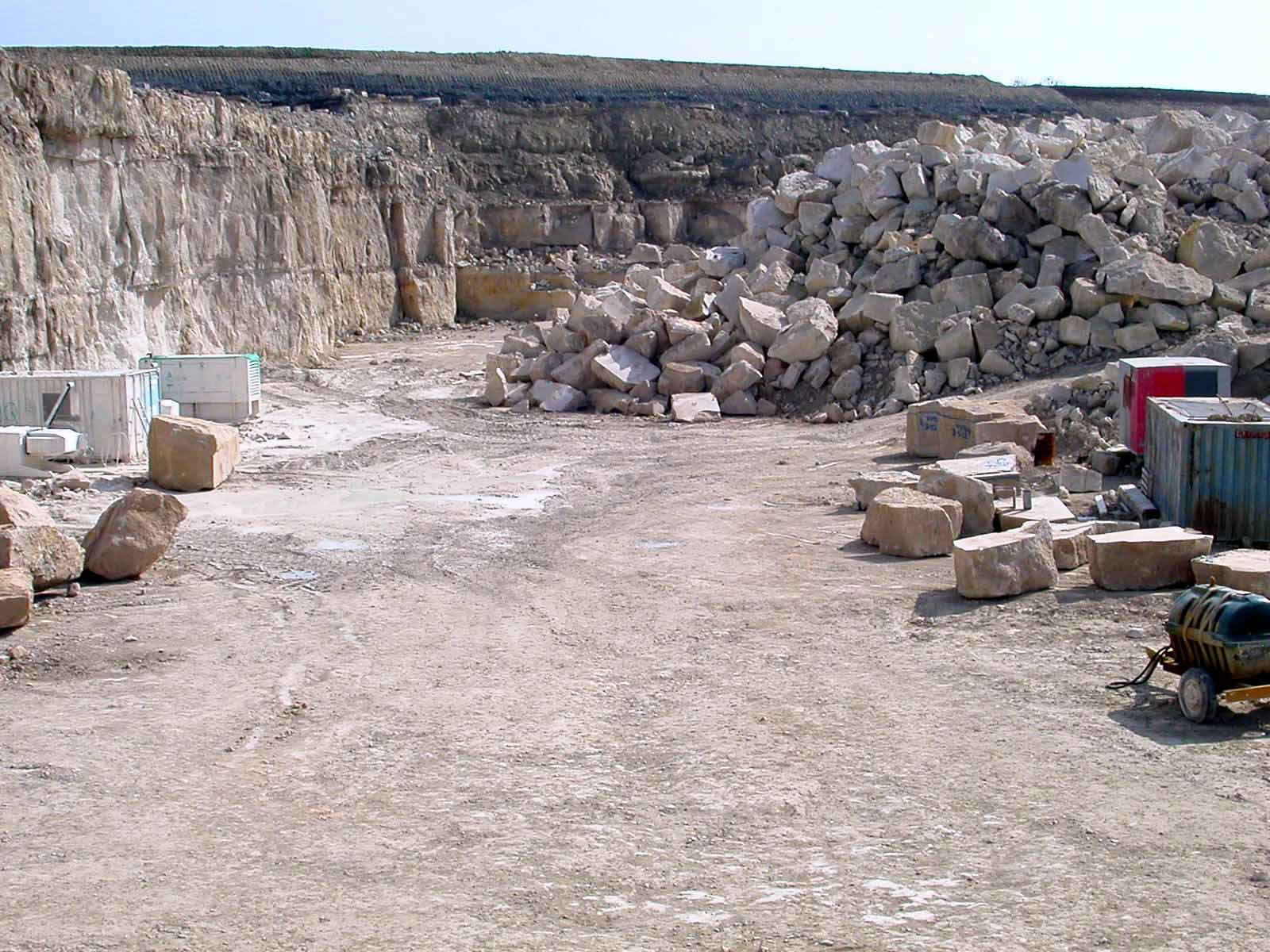
Steinbruch auf der Insel Portland

Portland-Stein ist ein Kalkstein aus dem Jura. Abgebaut wird er in Steinbrüchen auf der Isle of Portland. Das Gestein wurde meist in Großbritannien, vor allem nach dem großen Brand in London für den Wiederaufbau verwendet. Es wurde auch in viele Länder exportiert (z. B. wurde das Gestein auch zum Bau des UNO-Hauptquartiers in New York mit verwendet). 

## Steinbrüche
In drei großen Steinbrüchen wird der Portland-Naturstein gebrochen. Im Base bed und Whitbed ist das Gestein fein strukturiert und enthält nur wenige Fossilien. Deswegen wird es für qualitativ hochwertigere Arbeiten verwendet. Aus dem Steinbruch Roach bed stammt gröberes Gestein mit vielen Fossilien. Dieses wurde beispielsweise auch für die berühmte Hafenmauer The Cobb in Lyme Regis verwendet. 

## Verwendung
Aus Portland-Kalkstein bestehen zahlreiche bekannte Gebäude in London wie beispielsweise die St Paul’s Cathedral und der Buckingham Palace. Viele Grabsteine britischer Soldaten, die im Ersten oder Zweiten Weltkrieg starben, wurden aus Portland-Stein gefertigt. 
Weitere Denkmäler und Gebäude aus Portland-Stein sind beispielsweise
- das Kenotaph in Whitehall, London
- das Banqueting House in Whitehall, London
- das Bush House in London
- das Cunard Building in Liverpool